# Wiktor Holmström
Karl Wiktor Holmström, född 30 maj 1868 i Hällestads församling i Östergötlands län, död 30 juli 1948 i  S:t Johannes församling, Stockholm, var ledamot av arbetsrådet och riksdagspolitiker (socialdemokrat).
Holmström var ledamot av arbetsrådet och av landssekretariatet, han hade tidigare varit verkstadsarbetare och förtroendeman för Metallindustriarbetarförbundet. Han var ledamot av riksdagens andra kammare 1921–1928, invald i Stockholms stads valkrets. Wiktor Holmström är begravd på Norra begravningsplatsen utanför Stockholm.